# Su Song
Su Song (苏颂T, 蘇頌S, Sū SòngP; nome di cortesia Zǐróng 子容) (Quanzhou, 1020 – 1101), fu un famoso uomo universale cinese, che fu descritto come scienziato, matematico, statista, astronomo, cartografo, orologiaio, medico, farmacista, mineralogista, zoologo, botanico, meccanico e ingegnere architettonico, poeta, antiquario e ambasciatore della dinastia Song (960–1279).

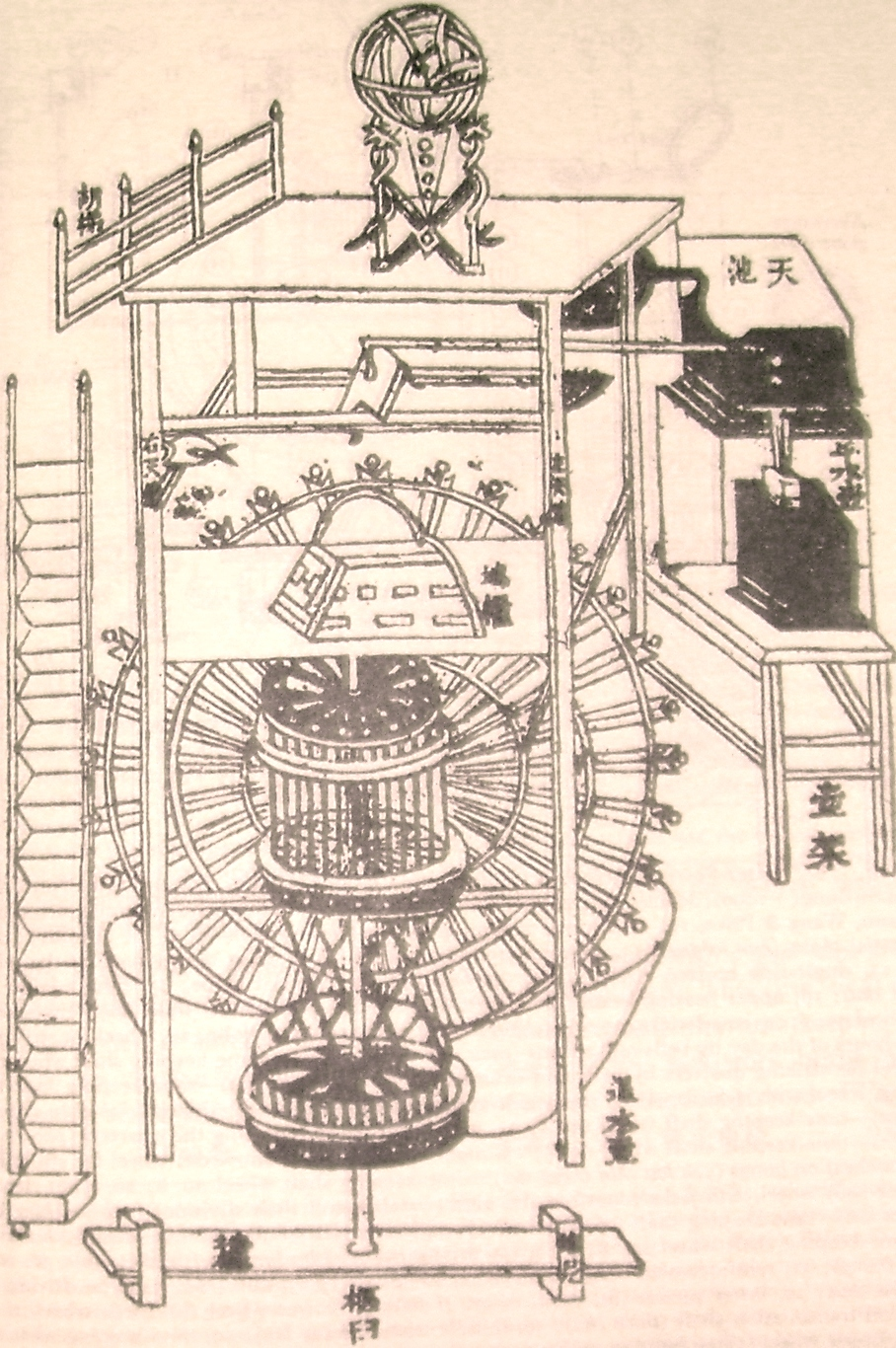
Il diagramma originale del libro Su che mostra i meccanismi interni della sua torre dell'orologio. Per maggiori informazioni, cliccare su questa immagine in miniatura.

Su Song fu l'ingegnere che costruì una famosa torre con un orologio astronomico idromeccanico nella Kaifeng medievale, che impiegava un primitivo meccanismo di scappamento. Il meccanismo di scappamento della torre dell'orologio di Su era stato inventato dal monaco buddhista Yi Xing e dal funzionario governativo Liang Lingzan nel 725 d.C. per far funzionare una sfera armillare azionata ad acqua, sebbene la sfera armillare di Su sia stata la prima ad essere munita di una trazione meccanica a orologeria. La torre dell'orologio di Su era dotata anche della più antica trasmissione a catena di forza continua, chiamata tian ti (天梯), o "scala celeste", come descritta nel suo trattato orologico. La torre dell'orologio aveva 133 diverse leve dell'orologio per indicare e battere le ore. Il trattato di Su Song sulla torre dell'orologio, Xinyi Xiangfayao (新儀象法要), è sopravvissuto fin dalla sua forma scritta nel 1092 e dalla sua pubblicazione ufficiale stampata nel 1094. Il libro è stato analizzato da molti storici, come Joseph Needham. L'orologio stesso, tuttavia, fu smantellato dall'esercito invasore degli Jurchen nel 1127 d.C., e sebbene fossero stati fatti tentativi per rimontarla, la torre non fu mai ripristinata con successo.
Lo Xinyi Xiangfayao era il trattato più noto di Su, ma questo uomo universale compilò anche altre opere. Completò un grande atlante celeste con parecchie mappe celesti, varie mappe terrestri, come pure un trattato sulla farmacologia. Quest'ultimo affrontava argomenti collegati sulla mineralogia, zoologia, botanica e metallurgia.
I Gesuiti europei che visitarono la Cina come Matteo Ricci e Nicolas Trigault scrissero di orologi cinesi con trazione a ruote, ma altri credettero erroneamente che i Cinesi non fossero mai progrediti oltre lo stadio della clessidra ad acqua, dell'orologio a incenso e della meridiana. Essi pensavano che gli orologi meccanici avanzati fossero nuovi per la Cina e che questi meccanismi fossero qualcosa di prezioso che gli Europei potevano offrire ai Cinesi. Sebbene non importanti come nel periodo Song, i testi cinesi contemporanei della dinastia Ming (1368–1644) descrivevano una storia relativamente ininterrotta di orologi meccanici in Cina, dal XIII al XVI secolo.

## Vita e opere

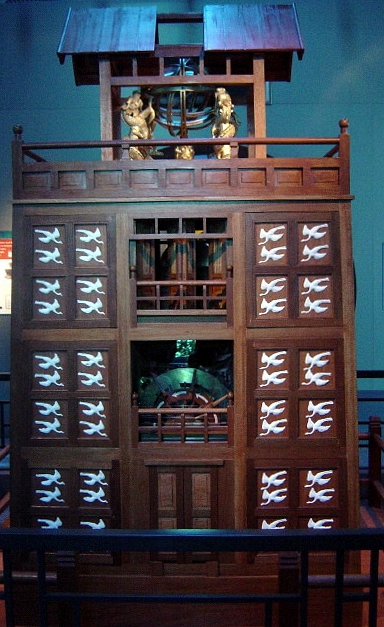
Un modello in scala della torre dell'orologio astronomico di Su Song

### Carriera come funzionario-studioso
Su Song nacque nel moderno Fujian, vicino alla città medievale di Quanzhou. Come il suo contemporaneo Shen Kuo (1031–1095), Su Song fu un uomo universale, ossia una persona la cui competenza abbraccia un numero significativo di interessi in campi diversi. Il suo più giovane collega e studioso di Hanlin Ye Mengde (1077–1148) scrisse che in gioventù Su superò gli esami provinciali e salì in cima alla graduatoria di esame per aver scritto il miglior saggio sui principi generali e sulla struttura del calendario cinese. Da una precoce età, i suoi interessi per l'astronomia e la scienza dei calendari lo avviarono a una brillante carriera come burocrate di stato. Nel suo tempo libero aveva la passione di scrivere poesie, che usò per lodare le opere di giovani artisti come il pittore Li Gonglin (1049–1106). Fu anche un antiquario e un collezionista di antichi manufatti delle precedenti dinastie.
Come incarichi amministrativi, aveva raggiunto inizialmente il rango di ambasciatore e di presidente del Ministero del personale nella capitale Kaifeng, ed era anche noto come esperto di amministrazione e finanza. In seguito, dopo il servizio al Ministero del personale, divenne Ministro della giustizia nel 1086. Fu nominato un insigne curatore per l'Accademia dei dignitari studiosi, dove nel 1063 curò, redasse, commentò e aggiunse una prefazione per l'opera classica Huainanzi della dinastia Han (202 a.C.–220 d.C.). Alla fine, Su salì all'incarico di vice presidente del segretariato della Cancelleria. Tra le molte importanti posizioni e titoli a lui conferiti, Su Song fu anche uno dei "vice tutori dell'erede legittimo". A corte, scelse di allontanarsi dalle rivalità politiche dei conservatori, guidati dal primo ministro Sima Guang (1019–1086), e i riformisti, guidati dal primo ministro Wang Anshi (1021–1086), sebbene molti dei suoi associati fossero della fazione conservatrice. Nel 1077 fu inviato in missione diplomatica presso la dinastia Liao dei Kitai al nord, scambiando idee sulla scienza dei calendari, in quanto lo stato di Liao aveva creato il proprio calendario nel 994 d.C. In una scoperta che a quanto si dice imbarazzò la corte, Su Song riconobbe all'imperatore che il calendario del popolo kitai era in realtà un po' più accurato del loro, con la conseguenza che i funzionari dell'Ufficio dell'astronomia e del calendario furono multati e puniti. Su doveva viaggiare a nord fino ai Liao e arrivare in tempo per una festa di compleanno e un banchetto in un giorno che coincideva con il solstizio d'inverno del calendario Song, ma era in realtà un giorno indietro rispetto al calendario di Liao. Lo storico Liu afferma che l'imperatore Zhe Zong di Song patrocinò la torre dell'orologio di Su Song nel 1086 allo scopo di competere con i Liao per la "superiorità scientifica e nazionale". Nel 1081, la corte diede istruzioni a a Su Song di compilare in un libro la storia diplomatica delle relazioni Song-Liao, un compito complesso che, una volta completato, riempì 200 volumi. Con la sua vasta conoscenza della cartografia, Su Song fu in grado di dirimere un'accesa disputa di confine tra le dinastie Song e Liao.

### Astronomia

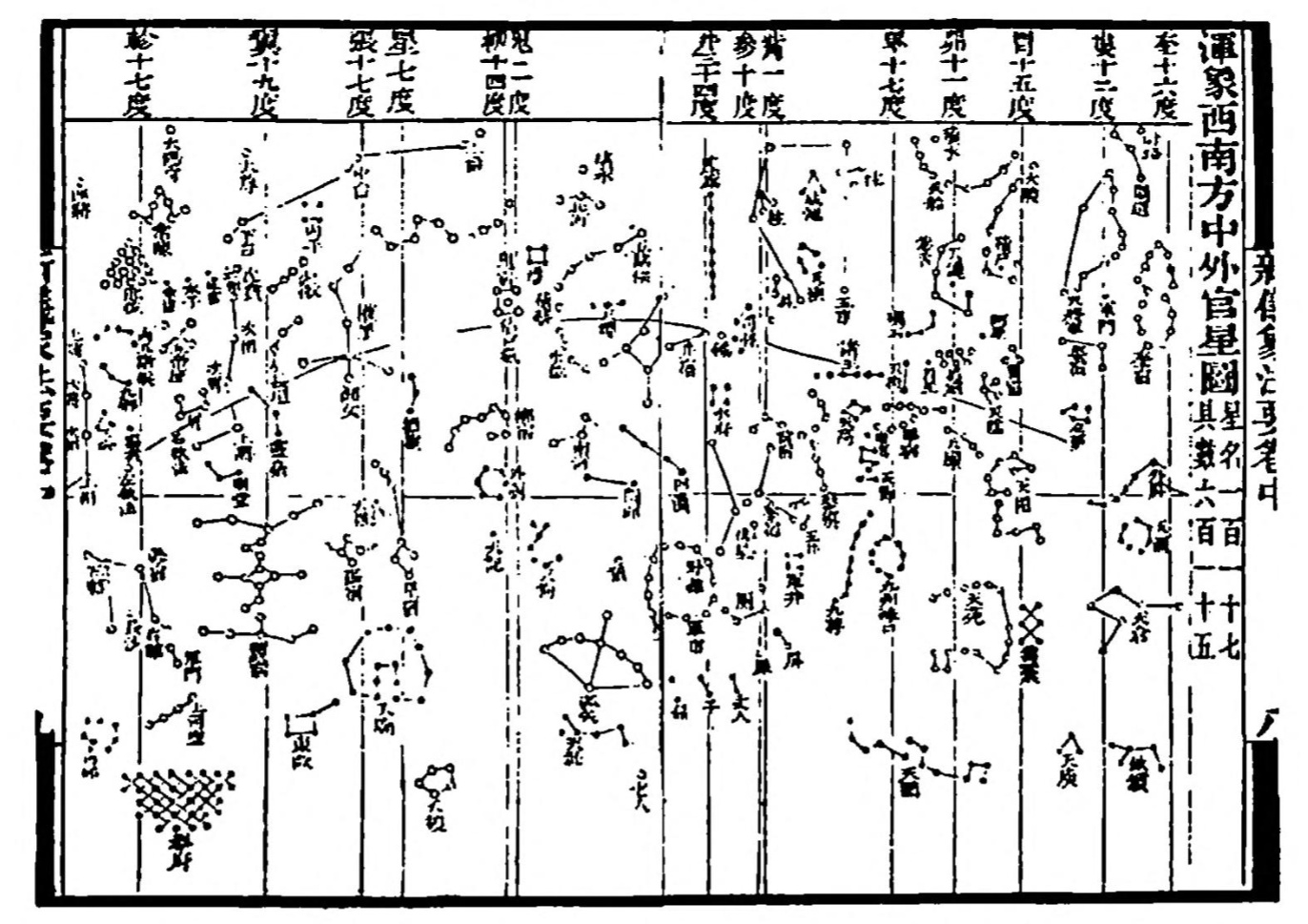
Una carta celeste con proiezione celeste equidistante, dallo Xinyi Xiangfayao di Su Song, 1092

Su Song creò anche un atlante celeste (in cinque mappe separate), che aveva i circoli orari tra le xiu (case lunari) che formavano i meridiani astronomici, con le stelle segnate in una proiezione cilindrica equidistante su ciascun lato dell'equatore, e così era in accordo con le loro distanze nord polari. Inoltre, Su Song deve aver tratto vantaggio dalle scoperte astronomiche del suo rivale politico e astronomo contemporaneo Shen Kuo. Questo avviene perché la quarta carta celeste di Su Song pone la posizione della stella polare a metà strada fra Tian shu (−350 gradi) e l'attuale Polaris; questo era il calcolo più accurato (di 3 gradi) che Shen Kuo aveva fatto quando aveva osservato la stella polare lungo un periodo di tre mesi con il suo cannocchiale migliorato in ampiezza. Vi erano parecchie carte stellari scritte prima del libro di Song, ma il più grande significato di queste carte celesti di Su Song è che esse rappresentano le più antiche mappe stellari esistenti in forma stampata.

### Farmacologia, botanica, zoologia e mineralogia

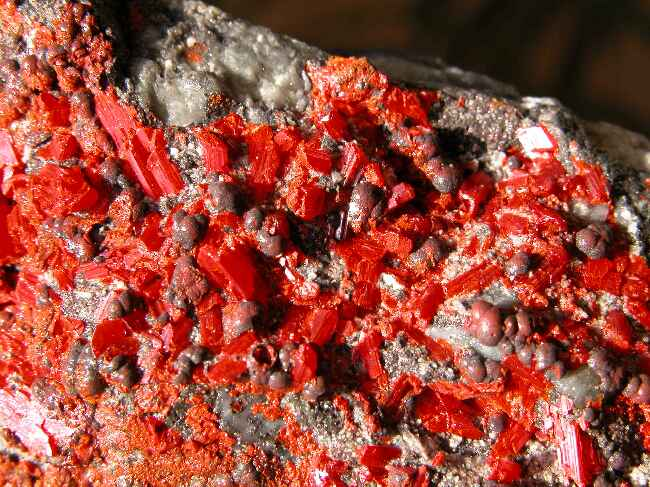
Su categorizzò e descrisse accuratamente gli attributi di molti minerali, inclusa la superficie rossa e bucherellata del realgar vista sopra.

Nel 1070, Su Song e una squadra di studiosi compilarono e redassero il Bencao Tujing ("Farmacopea Illustrata", materiale da fonti originali del 1058–1061), che fu un trattato innovativo di botanica farmaceutica, zoologia e mineralogia. Nel compilare le informazioni delle conoscenze farmaceutiche, Su Song lavorò con notevoli studiosi quali Zhang Yuxi, Lin Yi, Zhang Dong e molti altri.
Questo trattato documentava una vasta gamma di pratiche farmaceutiche, incluso l'uso dell'efedrina come medicinale. Esso include preziose informazioni sulla metallurgia e sulle industrie dell'acciaio e del ferro durante la Cina dell'XI secolo. Su creò un appeoccio sistematico all'elencazione dei vari differenti minerali e al loro uso in preparati medicinali, come tutte le forme variamente note di mica che potevano essere usate per curare malanni attraverso la digestione. Scrisse della frattura subconcoidale del cinabro nativo, dei segni degli strati minerali e fornì la descrizione della forma cristallina. Come per i canali minerali formati dalla circolazione delle acque sotterranee di cui scrisse successivamente lo scienziato tedesco Georg Agricola, Su Song fece affermazioni simili riguardo al carbonato rameico, come fece nel precedente Rihua Bencao del 970 con il solfato di rame. Il libro di Su fu anche il primo trattato farmaceutico scritto in Cina per descrivere le piante di lino comune, Urtica thunbergiana e Corchoropsis tomentosa (crenato). Secondo Edward H. Schafer, Su descrisse accuratamente la qualità traslucida del realgar fine, la sua origine da capsule trovate in gole fluviali rocciose, la sua matrice che era costellata di buchi e aveva un colore rosso cupo, quasi purpureo e che il minerale variava in dimensioni che andavano dalla grandezza di un pisello a quella di una noce.
Citando le evidenze di un'antica opera di Zheng Xuan (127–200), Su credeva che i medici dell'antica dinastia Zhou (1046–256 a.C.) usassero il realgar come rimedio per le ulcere. Ai tempi di Su, si pensava che i "cinque veleni" usati a questo scopo dai medici dell'era Zhou fossero cinabro, realgar, calcantite, allume e magnetite. Su fece descrizioni sistematiche di vari animali e delle regioni ambientali dove potevano essere trovati, come diverse specie di granchi d'acqua dolce, marini e di riva. Ad esempio, egli notò che la specie di granchi d'acqua dolce Eriocher sinensis si poteva trovare nel fiume Huai che scorreva attraverso Anhui, nei corsi d'acqua navigabili vicino alla capitale, come pure nei serbatoi e nelle paludi di Hebei. Il libro di Su fu preservato e copiato nel Běncǎo Gāngmù del medico e farmacista della dinastia Ming (1368–1644) Li Shizhen (1518–1593).

### Orologeria e ingegneria meccanica
Su Song compilò i più grandi trattati cinesi di orologeria del Medioevo, circondandosi di una cerchia di abili ingegneri e astronomi per assisterlo in vari progetti. Lo Xinyi Xiangfayao (lett. "Fondamenti di un nuovo metodo per meccanizzare la rotazione di una sfera armillare e di un globo celeste"), scritto nel 1092, fu il prodotto finale delle sue conquiste in vita nel campo dell'orologeria e dei meccanismi degli orologi. Fortunatamente, questo libro Su che fu tramandato includeva 47 diverse illustrazioni in grande dettaglio dei lavori meccanici realizzati per la sua torre dell'orologio astronomico.
Il più grande progetto di Su fu la torre dell'orologio astronomico alta 12 metri e azionata ad acqua, costruita a Kaifeng: il modello pilota in legno fu completato nel 1088, i componenti in bronzo gettati entro il 1090, mentre l'opera interamente finita fu completata entro il 1094 durante il regno dell'imperatore Zhe Zong di Song. L'imperatore aveva precedentemente incaricato Han Gonglian, segretario facente funzione del Ministero del personale, di guidare il progetto, ma la posizione di direzione fu invece affidata a Su Song. L'imperatore ordinò nel 1086 a Su di ricostruire lo hun yi od "orologio armillare", per una nuova torre dell'orologio nella capitale. Su lavorò con l'aiuto di Han Gong-lian, che applicò la sua vasta conoscenza della matematica alla costruzione della torre dell'orologio. Un modello di legno in piccola scala fu poi realizzato da Su Song, per verificarne le parti intricate prima di applicarlo a una vera torre dell'orologio a scala intera. Alla fine, la torre dell'orologio aveva molte caratteristiche notevoli, come la sfera armillare idromeccanica e rotante che incorona il livello superiore e che pesa da 10 a 20 tonnellate circa, un globo celeste di bronzo localizzato al centro che aveva un diametro di 13,5 metri, manichini regolati meccanicamente e rotanti, vestiti con abiti cinesi in miniatura che uscivano da porte di apertura in miniatura per annunciare l'ora del giorno presentando cartelli, campanelli squillanti e gong, o tamburi battenti, un sofisticato uso di ingranaggi obliqui e di un meccanismo di scappamento, nonché la facciata esterna di una fantasiosa pagoda cinese. Al suo completamento, la torre fu chiamata la Shui Yun Yi Xiang Tai, o "Torre per la sfera e il globo azionati ad acqua". Joseph Needham scrive:

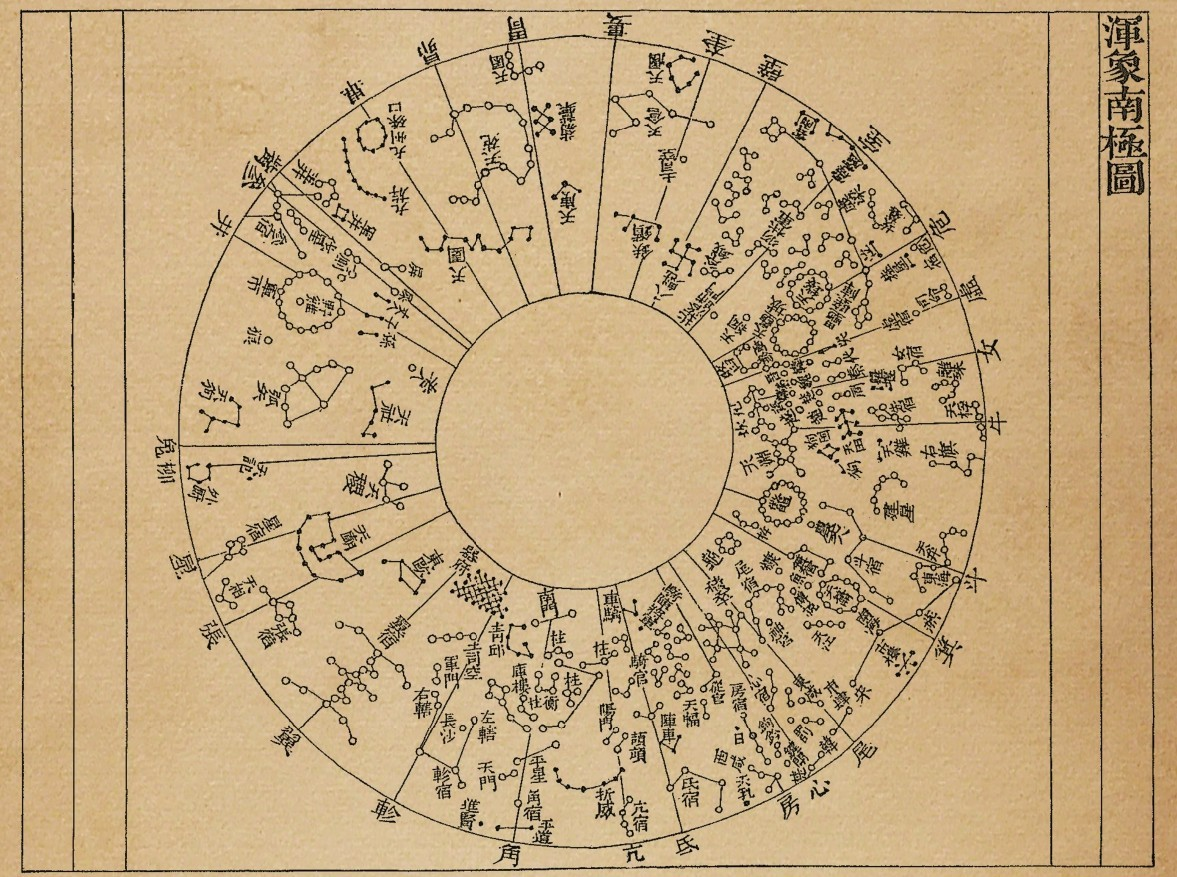
Carta celeste della proiezione sudpolare per il globo di Su, lo Xin Yi Xiang Fa Yao, 1092

Anni dopo la morte di Su, la capitale Kaifeng fu assediata e catturata nel 1127 dai Jurchen della dinastia Jīn residente in Manciuria durante le guerre Jin-Song. La torre dell'orologio fu smantellata pezzo per pezzo dai Jurchen, che riportarono con dei carri i suoi componenti nella loro capitale (l'odierna Pechino). Tuttavia, a causa della complessità della torre, non furono in grado di rimetterla insieme in successo. Il nuovo imperatore Song Gaozong diede istruzione al figlio di Su, Su Xie, di costruire al suo posto una nuova torre dell'orologio astronomica, e Su Xie si mise all'opera studiando i testi di suo padre con una squadra di altri esperti. Tuttavia, anche loro non riuscirono a creare un'altra torre dell'orologio, e Su Xie era convinto che Su Song avesse di proposito omesso dei componenti essenziali nella sua opera scritta e nei suoi diagrammi così che altri non rubassero le sue idee.
Come evidenzia lo storico sinologo Derk Bodde, l'orologio astronomico di Su Song non condusse a una nuova generazione di meccanismi di orologi prodotti in serie in tutta la Cina poiché la sua opera era in gran parte un'impresa promossa dal governo a uso degli astronomi e degli astrologi della corte imperiale. Tuttavia il retaggio meccanico di Su Song non finì con il suo lavoro. Intorno al 1150, lo scrittore Xue Jixuan notò che c'erano quattro tipi di orologi ai suoi tempi, l'elementare clessidra ad acqua, l'orologio a incenso, la meridiana e l'orologio con "molle rotanti e a scatto" (gun tan). I sovrani della dinastia Yuan dominante (1279–1368 d.C.) avevano un interesse personale nel progresso dei meccanismi di orologi meccanici. L'astronomo Guo Shoujing contribuì a restaurare l'Osservatorio imperiale di Pechino a cominciare dal 1276, quando fabbricò una sfera armillare azionata ad acqua e un orologio con ingranaggi completamente attivati e che battevano le ore. Ingranaggi complessi per meccanismi di orologi esclusivamente cinesi furono continuati sotto la dinastia Ming (1368–1644), con nuovi modelli azionati dalla forza della sabbia cadente invece dell'acqua per fornire forza motrice alla trazione a ruote, e qualche orologio Ming forse mostrava demoltiplicatori piuttosto che il più antico scappamento di Su Song. Il più antico di tali modelli di orologio a sabbia fu realizzato da Zhan Xiyuan intorno al 1370, che mostrava non solo la ruota a paletta del dispositivo di Su Song, a ma anche la nuova aggiunta di un quadrante stazionario sul quale circolava una lancetta, molto simile ai nuovi orologi europei dello stesso periodo.

## Il meccanismo di scappamento di Su Song

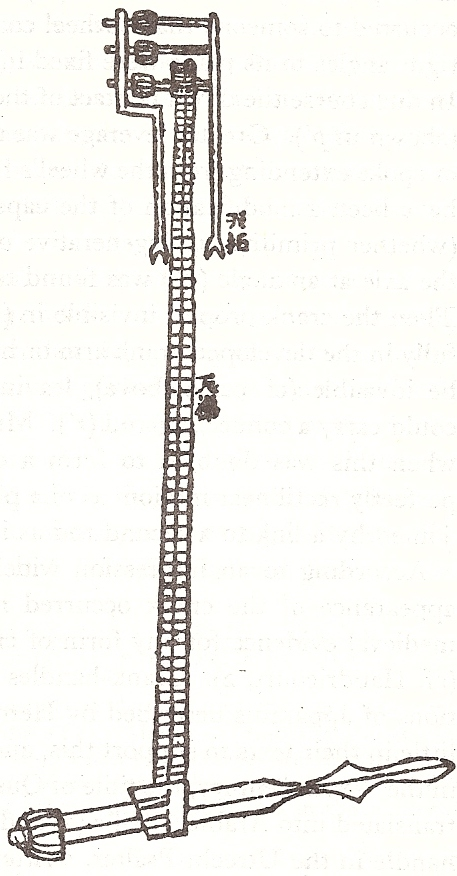
La più antica illustrazione conosciuta di una trasmissione a catena di forza continua, dal libro di Su del 1092; era chiamata la "scala celeste" ed era usata per accoppiare l'albero motore principale della sua torre dell'orologio con la cassa degli ingranaggi della sfera armillare (che era montata in cima alla torre).

Nel dispositivo di collegamento della ruota idraulica di Su Song l'azione di arresto e rilascio dello scappamento era ottenuta mediante la gravità esercitata periodicamente quando il flusso continuo del liquido riempiva i contenitori di dimensioni limitate. In un'unica linea evolutiva, l'orologio di Su Song's perciò univa il concetto della clessidra ad acqua e dell'orologio meccanico in un unico dispositivo azionato dalla meccanica e dall'idraulica. Nel suo memoriale, Su Song scrisse riguardo a questo concetto:
Nel suo scritto, Su Song riconobbe, come predecessore del suo orologio meccanico, la sfera armillare a energia idraulica di Zhang Heng (78–139 d.C.), uno scienziato cinese anteriore. Su Song fu fortemente influenzato anche dalla precedente sfera armillare creata da Zhang Sixun (976 d.C.), che impiegava anch'essa il meccanismo di scappamento e usava mercurio liquido invece di acqua nella ruota idraulica della sua torre con l'orologio astronomico (dal momento che il mercurio non si sarebbe congelato durante l'inverno e non avrebbe corroso e arrugginito i componenti metallici nel corso del tempo). Tuttavia, Su Song affermò nel suo scritto che dopo la morte di Zhang, nessuno fu in grado di replicare il suo dispositivo, molto simile a quello di Su.
I meccanismi meccanici dell'orologio per la torre astronomica di Su Song presentavano una grande ruota motrice che aveva un diametro di 3,35 m, contenente 36 mestoli, in ciascuno dei quali l'acqua si riversava a una velocità uniforme dal "serbatoio a livello costante" (Needham, Fig. 653). Il principale albero motore di ferro, con i suoi colli cilindrici sostenuti da supporti di ferro a forma di mezzaluna, finiva in un pignone che ingranava una ruota dentata all'estremità inferiore del principale albero di trasmissione verticale.
Joseph Needham dà una descrizione generale della stessa torre dell'orologio:
Questa era la figura Fig. 650, mentre la Fig. 656 mostra la noria superiore e inferiore con i loro serbatoi e la ruota manuale per azionarle.
La Fig. 657 mostra una foto in miniatura e in scala ridotta degli elementi fondamentali del meccanismo di scappamento in un'illustrazione (dal libro di Su), con la didascalia di Needham riportata in questa citazione: "Il meccanismo dell'"equilibrio celeste" o meccanismo di scappamento del meccanismo a orologeria di Su Song (Xinyi Xiangfayao, cap. 3, p. 18b)". La seconda figura elenca accuratamente:
- fermo in alto a destra
- collegamento superiore
- fermo in alto a sinistra
- asse o perno
- catena lunga
- contrappeso superiore
- pozzo di drenaggio
- forcella di controllo della leva di bilanciamento inferiore
- linguetta di accoppiamento
- contrappeso principale (cioè inferiore).[60]

La Fig. 658 mostra ipun disegno in scala su mezza pagina più intricato e rivelatore del grande meccanismo di scappamento di Su Song, elencando queste singole parti quando interagiscono tra loro:
- raggio arrestato
- fermo in alto a destra
- cucchiaio riempito dal
- getto d'acqua da un serbatoio a livello costante
- piccolo contrappeso
- forcella di controllo sbloccata da uno spillo sporgente sul cucchiaio, e formante l'estremità vicina della
- leva di bilanciamento inferiore con
- il suo contrappeso inferiore
- linguetta di accoppiamento, connessa con
- la catena lunga con
- la leva di bilanciamento, che ha alla sua estremità lontana
- il contrappeso inferiore, e alla sua estremità vicina
- un breve tratto di catena che lo collega con il fermo superiore sotto di esso
- fermo in alto a destra.[61]

## La trasmissione a catena continua

Una catena a rulli continua e un pignone, usati nella torre dell'orologio di Su Song per azionare la rotazione della sfera armillare

La più antica raffigurazione illustrazione del mondo di una trasmissione a catena di forza continua proviene dal trattato orologico di Su Song. Essa era usata nei meccanismi dell'orologio per accoppiare l'albero principale alla scatola degli ingranaggi della sfera armillare (che fa ruotare tre piccoli pignoni), come si vede nelle Figg. 410 e 652 di Needham. Questa apparteneva all'estremità più alta del principale albero di trasmissione verticale, incorporando ingranaggi ad angolo retto e ingranaggi obliqui collegati da un corto albero al minimo. L'ingranaggio con anelli dentati chiamato anello dell'ingraggio del moto diurno era montato intorno all'involucro della sfera armillare lungo la declinazione parallela vicino al polo meridionale. Sebbene l'antico greco Filone di Bisanzio (III secolo a.C.) abbia presentato una sorta di cinta continua per la sua balestra a torsione, che non trasmetteva forza continua, la fonte che influenzò Su Song per la trasmissione a catena è molto probabilmente la pompa a catena ad azione continua conosciuta in Cina fin dalla dinastia Han (202 a.C.–220 d.C.). Dal suo trattato orologico, Su Song afferma:
In aggiunta, gli anelli dell'ingranaggio del moto e la ruota di trasmissione superiore avevano entrambi 600 denti, che con la precisione matematica di Su calcolavano accuratamente le unità misurate del giorno in una suddivisione di 1/600. Questi ingranaggi, avendo 600 denti, assicuravano così la suddivisione del giorno in misurazioni di 2 minuti e 24 secondi ciascuna.

## La sfera armillare di Su Song

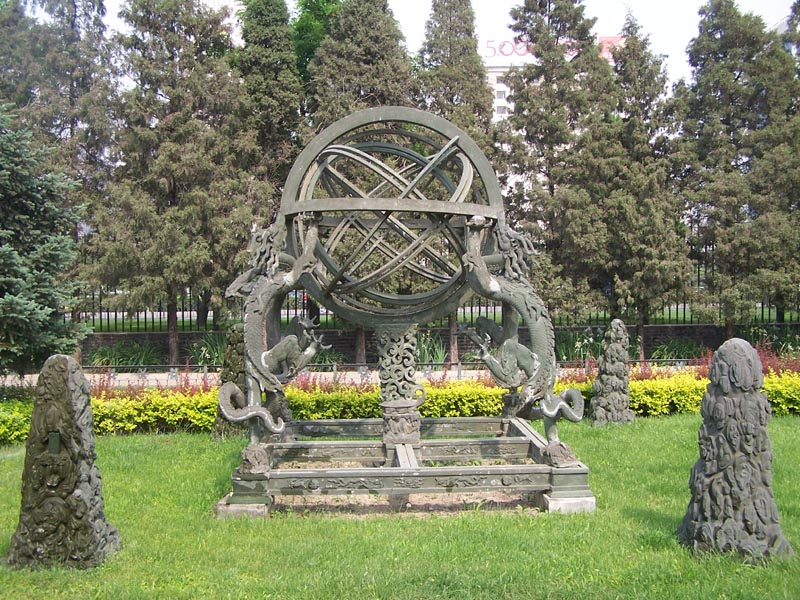
Una moderna replica di una sfera armillare della dinastia Ming che si trova all'Osservatorio imperiale di Pechino

Nel terzo volume di Science and Civilization in China di Joseph Needham, la Fig. 159 mostra un disegno della sfera armillare di Su Song (come raffigurata nel suo trattato dell'XI secolo), completo di tre "nidi" o strati di anelli ruotati meccanicamente. Fu il precedente astronomo cinese Li Chun-feng della dinastia Tang che nel 633 d.C. creò la prima sfera armillare con tre strati per calibrare molteplici aspetti dell'osservazione astronomica. La sfera armillare di Zhang è stata spesso paragonata a quella del monarca del XIII secolo Alfonso X di Castiglia nella Spagna dell'era preislamica. La principale differenza era che lo strumento di Alfonso era predisposta per fare le misurazioni dell'azimut e dell'altitudine, che era presente nella tradizione araba, mentre la sfera armillare di Su Song era debitamente graduata. Per il disegno della sfera armillare di Su, i componenti elencati sono:
- Il Nido Esterno[7]
  - circolo meridiano
  - circolo dell'orizzonte
  - circolo dell'equatore esterno
- Il Nido Intermedio[7]
  - circolo del coluro solstiziale
  - circolo dell'eclittica
  - anello dell'ingranaggio del moto diurno, collegato con la trasmissione meccanica
- Il Nido Interno[7]
  - anello della declinazione installato sul polo o circolo ad angolo orario, con
  - cannocchiale attaccato ad esso e rinforzato da un
  - sostegno diametrale
- Altre Parti[7]
  - colonna verticale che nasconde l'albero di trasmissione
  - colonne di sostegno a forma di dragoni
  - traversa della base, che incorpora i livelli dell'acqua
  - perno sud polare
  - perno nord polare.

## La trasmissione dell'opera di Su e il suo retaggio
Quando lo Xinyi Xiangfayao di Su Song fu scritto nel 1092 e la monografia orologica terminata e presentata nel 1094, la sua opera fu pubblicata e ampiamente stampata nel nord (vedi stampa a blocchi di legno e stampa a caratteri mobili di Bi Sheng). Nel sud, la stampa e la circolazione della sua opera non ebbero un'ampia distribuzione finché Shi Yuanzhi di Jiangsu non la fece stampare là nel 1172.
Quando presentò il suo progetto della torre dell'orologio all'imperatore Zhe Zong, Su Song equiparò il flusso costante dell'acqua ai movimenti continui dei cieli, questi ultimi che simboleggiavano il potere incessante dell'imperatore. Questo piacque all'imperatore, che fece fare illustrazioni rappresentando la torre dell'orologio sui veicoli delle principali processioni imperiali, come raffigurato nell'Illustrazione della Processione del Grande Carro Imperiale del 1053.
Il successivo studioso della dinastia Ming/Qing Qian Zeng (1629–1699) possedeva un vecchio volume dell'opera di Su, che riprodusse fedelmente in una nuova edizione a stampa. Egli prestò particolare attenzione anche ad evitare qualsiasi riformulazione o incoerenza con il testo originale. Ancora, fu in seguito ristampata da Zhang Xizu (1799–1844).
È abbastanza interessante il fatto che il trattato di Su Song sul meccanismo degli orologi astronomici non fosse l'unico fatto in Cina durante il suo tempo, in quanto il Song Shi (compilato nel 1345) registra il trattato scritto dello Shuiyunhun Tianjiyao (Wade–Giles: Shui Yun Hun Thien Chi Yao; lett. Fondamenti della [tecnica di] costruzione della rotazione di un apparato astronomico mediante la aorza idraulica), scritto da Juan Taifa. Tuttavia, questo trattato non è più sopravvissuto.
Nel campo della ricerca moderna, il defunto biochimico britannico e storico della scienza cinese Joseph Needham (1900–1995) (noto come Li Yuese in Cina) fece estese ricerche e analisi dei testi e delle varie conquiste di Su Song nella sua serie di libri Science and Civilization in China. Joseph Needham riportò anche molti brani dettagliati da fonti cinesi medievali contemporanee di Su sulla vita e sulle realizzazioni dello stesso Su note ai suoi tempi. Nel 1956, John Christiansen ricostruì un modello della torre dell'orologio di Su Song in un famoso disegno, che risvegliò l'attenzione dell'Occidente verso l'ingegneria cinese dell'XI secolo. Un modello in miniatura dell'orologio di Su Song fu ricostruito da John Cambridge ed è ora in mostra al Museo Nazionale della Scienza di South Kensington, Londra. In Cina, la torre dell'orologio fu ricostruita a un quinto della sua scala effettiva da Wang Zhenduo, che lavorò per il Museo Storico Cinese di Pechino negli anni 1950.